# ユストゥス・リービッヒ大学ギーセン
ユストゥス・リービッヒ大学ギーセン（ユストゥス・リービッヒだいがくギーセン、英語: University of Giessen、公用語表記: Justus-Liebig-Universität Gießen）は、ドイツヘッセン州ギーセンに本部を置くドイツの公立大学。1945年創立、1607年大学設置。
400年以上の歴史を持つドイツ語圏にて最も古い名門大学の一つである。

## 沿革
1607年に ヘッセン＝ダルムシュタット方伯ルートヴィヒ5世によって設立された。設立者ルートヴィヒ5世の名にちなんだルートヴィヒ大学（ドイツ語: Ludwigsuniversität）またはラテン語におけるLudovicianaの名称から、ギーセン大学で教鞭をとり19世紀の農化学の父として著名であるユストゥス・フォン・リービッヒにちなみ、第二次世界大戦後1945年に現在の公式名称に改名された。1929年ヘッセン州の統合に伴いマールブルク大学と共に国立大学となる。

## 教育体制
現在25,000人以上の学生数と4,500人以上の大学教職員数（内教授数300人以上）を誇る。同市内にあるギーセン工科大学と合わせると、ドイツ国内で最大の学生数となる。

### 学部・大学院
設立当初学ぶことができる学科は神学、法律、医学、哲学であったが、18世紀後半の改革により獣医学、経済学などが追加された。さらに20世紀に入ると現代的な大学への変革を遂げ、現在では上記の学科に加え、社会・文化学、歴史・文化学、言語・小説・文化学、心理学、スポーツ科学、数学、コンピュータ科学、物理学、地理学、生物学、化学、農化学、栄養学、環境学などを専攻することができる。

## 著名な教授・出身者
著名な教授としては、X線の発見者として有名なヴィルヘルム・レントゲン をはじめとし、アドルフ・フォン・ハルナック、ルドルフ・フォン・イェーリング、エティエンヌ・ラスパイレス、クルト・コフカ、フリードリヒ・ゴットリープ・ヴェルカー、エバーハルト・シュラーダー、ウィルヘルム・ブセットなどが挙げられる。
また、主な出身者には、ヨハン・カスパー・ゲーテ（ヨハン・ヴォルフガング・フォン・ゲーテの父親）、ゲオルク・ビュヒナー、 ゲオルク・ゴットフリート・ゲルヴィヌス、ヨハン・ヤーコプ・ディレン、フランク＝ヴァルター・シュタインマイヤー（第12代ドイツ連邦共和国大統領）がいるほか、日本人出身者として大久保規子などがいる。